# Элементарно (телесериал)
«Элемента́рно» (англ. Elementary) — американский детективный телесериал, основанный на персонажах книг Артура Конан Дойла о Шерлоке Холмсе, действие происходит в наши дни. Главные роли Шерлока Холмса и доктора Джоан Ватсон исполняют Джонни Ли Миллер и Люси Лью. Премьера состоялась на телеканале CBS 27 сентября 2012 года.
12 декабря 2018 года сериал был продлён на заключительный седьмой сезон..

## Синопсис
Британский сыщик Шерлок Холмс — бывший наркоман, который был отправлен в Нью-Йорк на лечение в реабилитационный центр, а по завершении лечения остался в Бруклине как консультант Нью-Йоркской полиции. В расследованиях ему помогает его куратор доктор Джоан Ватсон, нанятая его отцом.

## В ролях

### Основной состав
- Джонни Ли Миллер — Шерлок Холмс, британский детектив и пчеловод-любитель. В прошлом был консультантом Скотланд-Ярда, но из-за гибели своей возлюбленной Ирэн Адлер стал наркоманом. Вылечившись от наркомании, Холмс устроился работать детективом-консультантом полиции Нью-Йорка, сочтя американские преступления более интересными, чем британские. Его отец заставляет его жить с куратором трезвости доктором Джоан Ватсон, которая также становится его напарницей и близким другом. Шерлок прямолинеен, проницателен и немного эпатажен, искренне любит свою работу и всегда старается улучшить свои навыки в той или иной области криминалистики. В конце второго сезона уехал обратно в Лондон, чтобы работать на MI6, но вскоре вернулся в Нью-Йорк.
- Люси Лью — доктор Джоан Джини Ватсон (урождённая Джоан Юн), куратор трезвости Холмса. В прошлом была хирургом, но потеряла пациента, из-за чего лишилась лицензии на два месяца. Не желая возвращаться к хирургии, Джоан стала работать куратором бывших наркоманов, применяя свои медицинские знания. Шерлок Холмс является её очередным клиентом, хотя плату Ватсон получает от его отца. Шерлок постоянно раздражает её своим поведением, однако Джоан к нему очень привязана и находит работу детектива очень увлекательной. Поэтому по истечении контракта Ватсон остаётся с Холмсом, но уже не как куратор, а как напарница и ученица. После отъезда Шерлока сделала успешную самостоятельную карьеру. Её реакция на возвращение Холмса была далеко не положительной, но позже они помирились и возобновили былое партнёрство.
- Эйдан Куинн — капитан Томас Грегсон, глава 11-го участка департамента полиции Нью-Йорка. Познакомился с Шерлоком во время расследования в Лондоне и оценил его навыки детектива, поэтому без колебаний принял его на должность консультанта, когда Холмс с ним связался. Грегсону нравится Шерлок и они искренне уважают друг друга, хотя Грегсон признаёт, что характер Холмса часто доставляет проблемы.
- Джон Майкл Хилл — детектив Маркус Белл, подчинённый Грегсона, с которым Холмс регулярно сотрудничает. Импульсивен и самоуверен, из-за чего первое время не хочет принимать помощь Шерлока, но позже начинает уважать его и становится его другом. Иногда их отношения усложняются разными ситуациями, но в итоге они всегда мирятся.
- Джон Ноубл — Морланд Холмс, отец Шерлока и Майкрофта. В первых трёх сезонах только упоминается, в четвёртом появился лично. Также работает консультантом, но в политической и корпоративной сферах. Мало уделял внимания Шерлоку в детстве, отправив его жить в интернат. Кроме того, Шерлок считает, что отец предал и погубил его мать, за что испытывает к нему ненависть и презрение (что, впрочем, не мешает ему пользоваться деньгами, имуществом и связями отца). В четвёртом сезоне, однако, выясняется, что разрыв с матерью и отправка сына в интернат со стороны Морланда были попыткой (как видно, не вполне удачной) защитить детей от пагубного влияния матери-наркоманки. По натуре Морланд вполне положительный человек с деловой хваткой, но в случае необходимости готов идти на грязные манипуляции. Изначально приехал помочь сыну справиться с последствиями рецидива, но затем обнаружилось, что за два года до этого его пытались убить, и Шерлок и Джоан начинают собственное расследование, опасаясь повторного покушения. В конце четвёртого сезона, он возглавил организацию Мориарти с целью уничтожить ее изнутри. В конце седьмого сезона, стал помогать Шерлоку и Джоан чтобы остановить Одина Рейхенбаха из-за чего был убит его наемниками.
- Нелсан Эллис — Шинвелл Джонсон, бывший преступник, которому Джоан спасла жизнь, будучи хирургом. В прошлом состоял в уличной банде SBK и после освобождения из тюрьмы вернулся туда как информатор ФБР, чтобы уничтожить их и таким образом покончить со своим тёмным прошлым. В середине 5 сезона, Шинвелл был официально нанят другим агентом ФБР, а Шерлок и Джоан начали его обучать быть профессиональным информатором, чтобы он не был раскрыт. Был убит своей бандой после того как его раскрыли.
- Десмонд Харрингтон — Майкл Роуэн, главный антагонист 6 сезона. Друг Шерлока с которым он познакомился на курсах трезвости. Бывший наркоман и серийный убийца. Был убит Ханной Грегсон — дочерью капитана Грегсона после того как одной из его жертв стала её подруга.
- Джеймс Фрейн — Один Рейхенбах, главный антагонист 7 сезона. Техномагнат и владелец Odker, использующий свое влияние чтобы вершить правосудие собственными методами, заставляя других людей избавляться от потенциальных убийц. Арестован за убийство Шерлока.

### Второстепенный состав
- Ато Эссандо — Альфредо Лламоса, куратор трезвости Шерлока. Также бывший наркоман и угонщик машин, в настоящее время работает тестером автомобильных систем безопасности. Поначалу Шерлок пытался от него дистанционироваться, но затем они нашли общий язык и стали друзьями.
- Винни Джонс — Себастьян «М» Моран, наёмный убийца, сообщник Мориарти. Холмс активно участвовал в расследовании преступлений Морана, когда тот действовал в Лондоне, и считал его виновным в гибели Ирэн Адлер. Одержимый жаждой мести, Шерлок ловит Морана, но получает новые проблемы и новые загадки относительно Ирэн. Впоследствии покончил с собой по приказу Мориарти, разбив голову об стену.
- Кэндис Кейн — Мисс Хадсон. Давняя лондонская знакомая Холмса, в совершенстве владеет древнегреческим, консультировала его по ряду дел.  Работает «музой» влиятельных мужчин. Появляется в двух эпизодах, кроме имени, не имеет ничего общего с каноническим персонажем Дойла. Есть некоторые основания считать её трансгендерным человеком (например, Холмс упоминает о наличии у неё кадыка).
- Натали Дормер — Ирэн Адлер/Джейми Мориарти, девушка Шерлока, потеря которой привела его к наркомании. В конце первого сезона выясняется, что Ирэн на самом деле является криминальным гением по имени Мориарти. Она познакомилась с Холмсом, чтобы изучить его, а когда закончила, инсценировала свою смерть. Была поймана и посажена в тюрьму, но впоследствии периодически переписывалась с Шерлоком и несколько раз заочно помогала ему и Джоан. Сбежала из тюрьмы в итоге, судьба неизвестна. Имеет дочь от Джошуа Викнера (актер Тони Кёрран), одно время управлявшего империей Мориарти.
- Рис Иванс — Майкрофт Холмс, старший брат Шерлока, шеф-повар и ресторатор, а также внештатный сотрудник MI6. Появляется во втором сезоне. Влюбляется в Джоан с которой имел связь. По причине лейкемии перенёс операцию по пересадке красного костного мозга. В 6 сезоне  выясняется, что он умер от кровоизлияния в мозг.
- Шон Пертви — Гарет Лестрейд, бывший инспектор Скотланд-Ярда. Пользовался скромностью Шерлока и присваивал себе все лавры раскрытия преступлений.
- Офелия Ловибонд — Китти Уинтер, новая протеже Шерлока в третьем сезоне. В юности была похищена и изнасилована неизвестным мужчиной, после чего изменила имя и стала учиться сыскному делу, желая однажды найти своего похитителя и отомстить. Во время одного из своих расследований столкнулась с Шерлоком, на тот момент уже уволенным из MI6, который заинтересовался ей и сделал своей новой ученицей. Осваивается в детективной работе заметно медленнее, чем Джоан. Сперва ревновала Холмса к ней, но позже они сдружились. После отмщения своему похитителю уехала обратно в Лондон, перед этим признавшись в любви Холмсу. В пятом сезоне ненадолго вернулась, и выяснилось, что теперь у неё есть маленький сын, ради которого она намерена завязать с работой детектива.
- Джон Хёрд — Генри Ватсон, приёмный отец Джоан Ватсон, автор книги, навеянной приключениями Джоан и Шерлока.
- Бетти Гилпин — Фиона Хелброн, гениальная программистка, страдающая аутизмом. Некоторое время была возлюбленной Шерлока.

## Эпизоды
| Сезон | Сезон | Эпизоды | Оригинальная дата показа | Оригинальная дата показа |
| Сезон | Сезон | Эпизоды | Премьера сезона          | Финал сезона             |
| ----- | ----- | ------- | ------------------------ | ------------------------ |
|       | 1     | 24      | 27 сентября 2012         | 16 мая 2013              |
|       | 2     | 24      | 26 сентября 2013         | 15 мая 2014              |
|       | 3     | 24      | 30 октября 2014          | 14 мая 2015              |
|       | 4     | 24      | 5 ноября 2015            | 8 мая 2016               |
|       | 5     | 24      | 2 октября 2016           | 21 мая 2017              |
|       | 6     | 21      | 30 апреля 2018           | 17 сентября 2018         |
|       | 7     | 13      | 23 мая 2019              | 15 августа 2019          |

## Производство

### Разработка
В 2012 году продюсер «Шерлока» Сью Верчью заявила, что CBS обратилась к Hartswood Films и продюсерам «Шерлока» о возможности создания ремейка сериала для американской аудитории. Однако BBC категорически отказались продавать права на съёмки ремейка «Шерлока», и CBS решила создать свой собственный сериал под названием «Элементарно». Верчью от лица Hartswood Films сказала, что идея «Элементарно» «вызывает серьёзную обеспокоенность». Сценарист сериала Роб Доэрти — бывший исполнительный продюсер и сценарист «Медиума».
Это третий Шерлок Холмс от CBS, где действие экранизации происходит в современной Америке. В 1987 году CBS выпустили телефильм «Возвращение Шерлока Холмса», рассказывающий о Шерлоке Холмсе, вернувшимся к жизни из криогенной заморозки, и потомке доктора Ватсона — Джейн Ватсон. В 1993 году CBS выпустили ещё один телефильм с почти идентичным сюжетом «1994 Бейкер стрит: Шерлок Холмс возвращается». На этот раз персонажем в качестве Ватсона была доктор Эми Уинслоу.

### История продлений
23 октября 2012 года телеканал заказал полный сезон сериала, состоящий из 22-х эпизодов, а 15 ноября дополнил его ещё двумя эпизодами. 27 марта 2013 года CBS объявил о продлении сериала на второй сезон. 13 марта 2014 года CBS продлил сериал на третий сезон, который стартовал 30 октября 2014 года. 11 мая 2015 года канал продлил сериал на четвёртый сезон. 25 марта 2016 года CBS продлил сериал на пятый сезон. 13 мая 2017 года CBS продлил сериал на шестой сезон, премьера которого состоялась 30 апреля 2018 года.

### Съёмки
23 июля 2012 года в Нью-Йорке начались съёмки сериала.
Часть второго сезона снимали в Лондоне. Видимо, для придания большего колорита режиссёр фильма в сценах в Лондоне снимает не здание настоящего Скотланд-Ярда, а почти в 5 км восточнее, на берегу Темзы возле самого Тауэра. Вместо здания Скотланд-Ярда в кадре здание Sugar Quay на улице Lower Thames Street, название которого закрыто табличками с надписью «Metropolitan police», также в кадр попадает крейсер-музей Белфаст, а впоследствии и сам Тауэрский мост.

## Рейтинги
| Сезон | Таймслот (EST)                                 | Эпизодов | Премьера              | Премьера             | Финал            | Финал                | ТВ-сезон | Ранг | В среднем зрителей (миллионов) |
| Сезон | Таймслот (EST)                                 | Эпизодов | Дата                  | Зрителей (миллионов) | Дата             | Зрителей (миллионов) | ТВ-сезон | Ранг | В среднем зрителей (миллионов) |
| ----- | ---------------------------------------------- | -------- | --------------------- | -------------------- | ---------------- | -------------------- | -------- | ---- | ------------------------------ |
| 1     | Четверг 22:00                                  | 24       | 27 сентября 2012 года | 13.41                | 16 мая 2013 года | 8.98                 | 2012–13  | 14   | 12.65                          |
| 2     | Четверг 22:00                                  | 24       | 26 сентября 2013 года | 10.18                | 15 мая 2014 года | 7.37                 | 2013–14  | 20   | 11.74                          |
| 3     | Четверг 22:00                                  | 24       | 30 октября 2014 года  | 7.57                 | 14 мая 2015 года | 6.96                 | 2014–15  | 35   | 11.12                          |
| 4     | Четверг 22:00 (1–16) Воскресенье 22:00 (17–24) | 24       | 5 ноября 2015 года    | 5.58                 | 8 мая 2016 года  | 5.46                 | 2015–16  | 43   | 9.14                           |
| 5     | Воскресенье 22:00                              | 24       | 2 октября 2016 года   | 6.03                 | 21 мая 2017 года | 4.11                 | 2016–17  | TBD  | TBD                            |